# 小行星7582
小行星7582（英語：7582）是一颗围绕太阳公转的小行星。1990年11月20日，罗伯特·H·麦克诺特在赛丁泉山发现了此天体。
这颗小行星的绝对星等为270.52019等。